# Рубен Схакен
Рубен Схакен (нід. Ruben Schaken, нар. 3 квітня 1982, Амстердам) — нідерландський футболіст, нападник клубу «АДО Ден Гаг» та, в минулому, національної збірної Нідерландів.

## Клубна кар'єра
У дорослому футболі дебютував 2002 року виступами за команду клубу «Камбюр», в якій провів три сезони, взявши участь у 75 матчах чемпіонату. Більшість часу, проведеного у складі «Камбюра», був основним гравцем атакувальної ланки команди.
Своєю грою за цю команду привернув увагу представників тренерського штабу клубу «Вендам», до складу якого приєднався 2005 року. Відіграв за команду з Вендама наступні три сезони своєї ігрової кар'єри. Граючи у складі «Вендама» також здебільшого виходив на поле в основному складі команди.
2008 року уклав контракт з клубом «ВВВ-Венло», у складі якого провів наступні два роки своєї кар'єри гравця. Тренерським штабом нового клубу також розглядався як гравець «основи».
До складу клубу «Феєнорд» приєднався 2010 року. За чотири з половиною сезони встиг відіграти за команду з Роттердама більше 100 матчів в національному чемпіонаті.
В січні 2015 року Рубен перейшов у азербайджанський «Інтер» з Баку. Дебютував 30 січня в матчі чемпіонату Азербайджану проти «Сімурга». У тому сезоні Схакен взяв участь у 4 матчах чемпіонату і одній кубковій грі.
22 липня 2015 року Схакен підписав контракт на два роки із клубом «АДО Ден Гаг».

## Виступи за збірну
12 жовтня 2012 року дебютував в офіційних матчах у складі національної збірної Нідерландів грою проти збірної Андорри. Відзначився у цій грі забитим голом.
Наразі провів у формі головної команди країни 6 матчів, забивши 2 голи.
| Дата       | Місто     | Господарі  | Результат | Гості     | Турнір            | Голи | Примітки |
| ---------- | --------- | ---------- | --------- | --------- | ----------------- | ---- | -------- |
| 12-10-2012 | Роттердам | Нідерланди | 3 – 0     | Андорра   | Відбір до ЧС 2014 | 1    |          |
| 14-11-2012 | Амстердам | Нідерланди | 0 – 0     | Німеччина | товариський матч  | -    |          |
| Усього     |           | Матчів     | 2         |           | Голів             | 1    |          |